# 遲開的向日葵
《遲開的向日葵》（日语：／ Ososaki no himawari bokunonisei rinyuiaru）是日本富士電視台的一部週二晚間九點連續劇，於2012年10月23日至12月25日的晚間9：00～9：54播出。首集延長15分鐘。臺灣方面則在2013年9月23日至9月27日期間，由緯來日本台以一日兩集方式播映。
本劇由生田斗真主演，是其首次單獨主演黃金時段連續劇。劇情內容架構在高知縣四萬十市四萬十川周邊，以七個主要角色互相交織所形成的故事為主題。首集剪掉片頭後，參加了第67屆文化廳藝術祭，最後獲得「電視劇部門優秀賞」的肯定。
標語為「為何美麗，卻不綻放？」（美しくなんて、咲けない。）、「我們的價值，到底是什麼？」（僕らの価値って、何ですか。）。

## 劇情概要
大學畢業後，長期擔任派遣員工的主角小平丈太郎（生田斗真飾）遭到裁員，與女友的戀情也告一段落。於此情況下，他決定前往一無所知的高知縣四萬十市，參加地域復興協力隊員的臨時雇員募集活動。在大學從事研究的醫生二階堂香織（真木陽子飾）被教授派往故鄉的地方醫院行醫，也搭上了同班班機回到故鄉。丈太郎身邊的朋友們，都有自己想突破的瓶頸，但在丈太郎的鼓勵之下，決心邁出自己的下一步。一度因為不知參加振興協力隊意義為何的丈太郎，也終於找到自己想要做的事，此時他也發現，自己已經離不開這個淳樸的小鎮了…

## 登場人物

### 主要人物
- 小平丈太郎 - 生田斗真（少年時期：福崎那由他）

栃木縣宇都宮市出身。從東京的私立大學畢業後，在公司擔任派遣員工，但在升任正職前被裁員，女朋友也與他分手。走投無路之下，加入四萬十市的地域振興協力隊。個性樂天率真。
- 二階堂香織  - 真木陽子

四萬十市中央市民醫院的新進內科醫師。自當地的縣立四萬十南高中畢業，大學至東京就讀。以研究癌症的免疫治療作為目標，但被指導教授派回故鄉四萬十市。對丈太郎過於樂天的個性頗不以為然，之後被他的率真個性所吸引。
- 藤井順一 - 桐谷健太

四萬十市地方振興團隊的隊長，「藤井五金行」的繼承人。紗世里的高中同學，曾經單戀過紗世里。
- 森下彩花 - 香椎由宇

中央市民醫院的護士，高知市出身。丈太郎對她一見鍾情。
- 松本弘樹 - 柄本佑

中央市民醫院的物理治療師助理，也是香織高中時期的男友。學生時期是校隊王牌投手，帶領學校打進甲子園地方大會決賽，當時被視為地方的英雄人物。但之後由於某些事情使他離家出走，和彩花同居，個性也變得消沉軟弱。
- 今井春菜 - 木村文乃

富裕人家出身，四萬十市議員的女兒，畢業於高知聖蘭女子短期大學。在家中經營的不動產公司幫忙，負責管理丈太郎居住的宿舍，對丈太郎有好感。內心反對父母安排自己的婚姻。
- 島田（二階堂）紗世里 - 國仲涼子

香織的姐姐。已婚，有兩個女兒，丈夫在銀行工作。在超市打工的兼職家庭主婦。學生時期相當受歡迎。

### 高知縣四萬十市公所
- 日下哲也 - 松重豐

地域振興課課長，單身。出身於岡山縣，在高知市就讀大學時為了追求女生，而來到四萬十市。

### 四萬十中央市民醫院
- 青山薰 - 田口淳之介（KAT-TUN）

中央市民醫院的護士。對香織的工作表現頗有微詞。
- 藤田涼子 - 櫻井光

新人護士。因為香織指示錯誤，而打入過量的點滴，讓病人一度陷入危急狀態。
- 鈴木弘美 - 松本純

資深護士，青山的前輩。與青山一樣，相當不滿意香織的工作表現。
- 木下和真 - 荒木誠

物理治療師。弘樹的上司。

### 曾我野地區的居民
- 大村郁子 - 倍賞美津子（第1集）

丈太郎的鄰居。患有心臟病，在發作後被丈太郎送往醫院，經過急救仍回天乏術。
- 大河内欣治 - 五十嵐信次郎（日语：ミッキー・カーチス）（加千須布萊恩（日语：ミッキー・カーチス）[4]）

四萬十市的老農夫。在浴室洗澡時意外跌倒而無法行走，由丈太郎負責接送至醫院復健。
- 市川芳子 - 阪上和子（日语：阪上和子）
- 山下賢治 - 伊藤幸純（日语：伊藤幸純）
- 井上幸子 - 小貫加惠
- 豐田純子 - 島廣子（日语：島ひろ子）

以上4人都是四萬十市的獨居老人。

### 主要人物的家人
- 二階堂隆三 - 佐戶井健太（日语：佐戸井けん太）

紗世里和香織的父親。
- 二階堂朱鷺子 - 朝加真由美（日语：朝加真由美）

紗世里和香織的母親。
- 島田久志 - 矢柴俊博（日语：矢柴俊博）

紗世里的丈夫，在銀行工作。
- 島田芽衣 - 庵原涼香（日语：庵原涼香）

紗世里及久志的長女。
- 島田結衣 - 高嶋琴羽（日语：高嶋琴羽）

紗世里及久志的次女。
- 藤井利男 - 嶋田久作（日语：嶋田久作）

順一的父親，「藤井五金行」的老闆。對於順一投入「地方振興」的相關活動相當不以為然。因為五金行生意冷清而決定歇業。
- 松本明彥 - 日野陽仁（日语：日野陽仁）

弘樹的父親。經營的工務店倒閉後，意志消沉不再工作，每日在家酗酒。
- 松本三千子 - 兔本有紀（日语：兎本有紀）

明彥的妻子，弘樹的母親。在外工作努力撐起家計。
- 今井貞夫 - 大石吾朗（日语：大石吾朗）

四萬十市議會議員。過於保護獨生女春菜。
- 今井佳奈 - 長野里美（日语：長野里美）

貞夫的妻子，春菜的母親。

### 栃木縣宇都宮市－小平家
- 小平正勝 - 螢雪次朗（日语：螢雪次朗）（第1集）

丈太郎的父親。
- 小平夕子 - 加藤和子（日语：かとうかず子）（第1集）

丈太郎的母親。
- 小平啓太郎 - 生田龍聖[5]（富士電視台主播）（第1集）

丈太郎的弟弟，在宇都宮市公所工作，並與妻小和父母同住。

### 其他
- 岡島篤 - 中丸新將（日语：中丸新将）

東京醫療科學大學癌研究中心教授。香織的上司。

## 各集登場人物
- 紗江子 - 大塚千弘（第1集）

丈太郎的前女友。因對未來感到不安，而與丈太郎分手，搬離兩人同居的公寓。
- 松浦徹 - 岡田浩暉（日语：岡田浩暉）（第4～6、8集）

高知聖蘭女子短期大學英文講師。已婚且育有子女，但和包括春菜在內的女子外遇。
- 松浦美鈴 - 廣山詞葉（第6、8集）

徹的妻子。
- 梅本裕之 - 田中博之（日语：夙川アトム）（第7集）

梅本牙醫診所院長。春菜的相親對象。

## 工作人員
- 編劇：橋部敦子
- 音樂：海田庄吾（日语：海田庄吾）
- 導演：石川淳一（日语：石川淳一）、植田泰史（日语：植田泰史）
- 助理導演：山内大典
- 音響效果：豬俣泰史
- 視覺效果：江崎公光
- 片頭：鈴木鐵平
- 高知方言指導：荒木誠
- 音樂協助：吉田雅裕、川口真太郎
- 醫療監修：佐佐木理惠
- 特技替身：Ken Stunt Creation
- 製作人：成河廣明、小林宙、江森浩子
- 製作人補：廣岡美代
- 製作：富士電視台
- 製作：共同電視台

## 歌曲

### 主題曲
- Mr.Children《常套句》（TOY'S FACTORY）

### 片頭曲
- MONGOL800《あなたに》（特別為你）

由生田斗真等七位演員共同演唱（第4集於片尾播出），並未發行CD。完結篇的片頭曲是與拍攝地四萬十市的市民一齊合唱（參加者揮舞著黃色手帕）。

## 收視率
| 各集                                                    | 播出日期       | 標題（中譯）                                     | 導演     | 收視率 |
| ------------------------------------------------------- | -------------- | ------------------------------------------------ | -------- | ------ |
| 第1集                                                   | 2012年10月23日 | （我現在30歲了。我的人生能夠改變嗎？）           | 石川淳一 | 13.5%  |
| 第2集                                                   | 2012年10月30日 | （我的人生能夠發光發熱嗎？）                     | 石川淳一 | 9.9%   |
| 第3集                                                   | 2012年11月6日  | （第一次談戀愛需要理由嗎？）                     | 植田泰史 | 8.0%   |
| 第4集                                                   | 2012年11月13日 | （我能了解喜歡的人的心情嗎？）                   | 植田泰史 | 8.9%   |
| 第5集                                                   | 2012年11月20日 | （一直努力下去會很遜嗎？）                       | 石川淳一 | 9.3%   |
| 第6集                                                   | 2012年11月27日 | （我能找到戀愛與人生的答案嗎？）                 | 石川淳一 | 8.6%   |
| 第7集                                                   | 2012年12月4日  | （想著他的感覺，能夠持續下去嗎？）               | 植田泰史 | 7.8%   |
| 第8集                                                   | 2012年12月11日 | （要付出自己的感情前，需要作什麼改變嗎？）       | 石川淳一 | 9.0%   |
| 第9集                                                   | 2012年12月18日 | （自己有沒有從當初到現在一直想要做的事呢？）     | 植田泰史 | 8.7%   |
| 完結篇                                                  | 2012年12月25日 | （自己重生的那一天將會來臨，我可以如此相信吧！） | 石川淳一 | 7.6%   |
| 平均收視率 9.2%（收視率由Video Research在關東地區統計） |                |                                                  |          |        |

## 外景拍攝
該劇以高知縣四萬十市為舞台，得到縣內各地方自治體及單位的協助拍攝。下為取景地點與提供幫助的團體：
- 高知縣、四萬十市、四萬十市西土佐綜合支所、四萬十町、黑潮町、高知市、高知縣觀光會議協會、四萬十市觀光協會、幡多廣域觀光協會、高知市觀光協會
- JR四國、高知車站、土佐黑潮鐵道、中村車站、土佐電氣鐵道、高知西南交通（日语：高知西南交通）、日本航空、高知龍馬空機場
- 四萬十市公所、四萬十市立市民醫院（劇中「四萬十中央市民醫院」的拍攝地）、天神橋商店街、一條市場、一條神社、Sun River四萬十、安並水車之里公園、香山寺、四萬十川、漫水橋、四萬十川橋（赤鐵橋）、四萬十川屋形船、四萬十划船及露營之里、四萬十和道之驛（御上超市）、名鹿漁港、名鹿海岸、入野縣立自然公園、入野海岸、藤川自治會
- 高知城、播磨屋橋（日语：播磨屋橋）、桂濱
- 日產汽車、高知日產Sateio販售（日语：高知日産プリンス販売）、高知日產王子販售（日语：高知日産プリンス販売）
- 千葉縣市原市、木更津市、君津市、袖浦市、館山市、流山市（劇中「四萬十市公所地域振興課」，是在該市的水道局拍攝）、富津市、南房總市、千葉縣電影協會、流山市電影協會
- 栃木縣宇都宮市、栃木縣電影協會、宇都宮市商工會議所、宇都宮觀光會議協會

## 外部連結
- 日本富士電視台官方網站 （日語）
- 緯來日本台官方網站 （页面存档备份，存于）
- 互联网电影数据库（IMDb）上《遲開的向日葵》的资料（英文）

## 節目的變遷
| 日本 富士電視台 週二晚間九點連續劇       | 日本 富士電視台 週二晚間九點連續劇       | 日本 富士電視台 週二晚間九點連續劇 |
| ---------------------------------------- | ---------------------------------------- | ---------------------------------- |
|                                          | 遲開的向日葵 （2012.10.23 - 2012.12.25） |                                    |
| 無法呼吸的夏天 （2012.7.10 - 2012.9.18） | LAST HOPE （2013.1.15 - 2013.3.26）      |                                    |

| 台灣 緯來日本台 週一至五晚間10:00至12:00（10-12點一天一次播出最新兩集） | 台灣 緯來日本台 週一至五晚間10:00至12:00（10-12點一天一次播出最新兩集） | 台灣 緯來日本台 週一至五晚間10:00至12:00（10-12點一天一次播出最新兩集） |
| ----------------------------------------------------------------------- | ----------------------------------------------------------------------- | ----------------------------------------------------------------------- |
|                                                                         | 遲開的向日葵 （2013.09.23 - 2013.09.27）                                |                                                                         |
| 破案蜥蜴 （2013.09.03 - 2013.09.13）                                    | 庶務二課2013 （2013.09.30 - 2013.10.04）                                |                                                                         |